# Fileo
En la mitología griega Fileo (en griego antiguo: Φυλεύς, Phuleús) era un rey de Élide, hijo de Augías. Se casó con Eustíoque, con la que fue padre del héroe Meges  y de Euridamía, la esposa de Poliído.
Cuando Euristeo encomendó a Heracles como uno de sus famosos doce trabajos el que limpiara los establos de Augías, este prometió que le daría la décima parte de su ganado si lo hacía en un solo día. Fileo fue el testigo de este juramento, así que cuando Heracles cumplió su parte del trato y Augías se negó a darle la recompensa, Fileo tuvo que acudir como testigo al juicio que se celebró al respecto.
Augías confiaba en que su hijo se pondría de su parte, por lo que entró en cólera cuando este testimonió en favor de Heracles, narrando el episodio del juramento tal como había ocurrido. Entonces Augías argumentó que la recompensa no tenía razón de ser puesto que el trabajo lo habían realizado realmente los ríos Alfeo  y Peneo y desterró a su hijo, que huyó hasta la ciudad de Duliquio.
Existen dos versiones sobre la sucesión en el trono de Élide. En la primera, Heracles volvió vengativo al frente de un heterogéneo ejército que había reclutado por todo el Peloponeso y, tras algunas derrotas iniciales, logró vencer y matar a Augías, asoló Élide y repuso a Fileo en el trono de su padre  en agradecimiento por haberle apoyado en el juicio. Sin embargo, Pausanias dice que Heracles perdonó la vida de Augías y le restauró en el trono, mientras que Fileo se estableció definitivamente en Duliquio.
| Predecesor: Augías | Reyes míticos de Élide | Sucesor: Augías |